# Alvania harpa
Alvania harpa är en snäckart som beskrevs av Addison Emery Verrill 1882. Alvania harpa ingår i släktet Alvania och familjen Rissoidae. Inga underarter finns listade i Catalogue of Life.